# Estado Islámico del Gran Jorasán
El autodenominado Estado Islámico del Gran Jorasán, también conocido como ISIS-K o Dáesh-K, es una organización militar salafista yihadista, rama regional del Dáesh; cuya área de operaciones es Afganistán,
Pakistán, Rusia, Irán y algunas áreas rurales de la India.

## Historia
El grupo terrorista matriz, Dáesh, anunció la formación de un grupo filial en el Gran Jorasán en enero de 2015 y designó al exmilitante del Movimiento de los Talibanes Pakistaníes Hafiz Saeed Khan como líder y al ex talibán afgano Abdul Rauf Aliza como segundo al mando. Aliza murió durante un ataque con dron por parte del Ejército de los Estados Unidos en febrero de 2015, mientras que Khan perdió la vida en julio de 2016 como consecuencia de un bombardeo de la Fuerza Aérea de los Estados Unidos.
El nombre de «Jorasán» se debe a una región histórica musulmana —parecido a al-Ándalus en la península ibérica— que abarca buena parte del oeste, sur y centro del continente asiático.
El 13 de abril de 2017 el presidente estadounidense Donald Trump ordenó utilizar a la Madre de todas las bombas (la mayor bomba no nuclear del mundo) durante un bombardeo coordinado en donde, según medios oficiales del gobierno estadounidense, se contabilizó 94 muertos del lado de las tropas del Jorasán.